# جورج شو (سياسي أسترالي)
جورج شو (بالإنجليزية: George Shaw)‏ هو سياسي أسترالي، ولد في 15 أغسطس 1932.